# Giovanni Rossi (Radsportler)
Giovanni Rossi (* 7. Mai 1926 in Bidart; † 17. September 1983 in Ponte Tresa TI) ist ein ehemaliger Schweizer Radrennfahrer und nationaler Meister im Radsport.

## Sportliche Laufbahn
Rossi war Teilnehmer der Olympischen Sommerspiele 1948 in London. Im olympischen Strassenrennen schied er beim Sieg von José Beyaert aus. Die Mannschaft der Schweiz mit Rossi, Walter Reiser, Jean Brun und Jakob Schenk kam in der Mannschaftswertung auf den 6. Rang.
1949 siegte er in der nationalen Meisterschaft im Strassenrennen der Amateure vor Martin Metzger. Danach löste er eine Lizenz als Unabhängiger.
1950 bis 1954 startete er als Berufsfahrer. 1951 feierte er seinen grössten Erfolg als Radrennfahrer, als er die 1. Etappe der Tour de France gewann und das Gelbe Trikot für einen Tag überstreifen konnte. Im weiteren Verlauf der Tour schied er dann aus. Ebenfalls 1951 gewann er das Rennen Circuit de la Côte d’Or.